# Hetek
A Hetek Országos Közéleti Hetilap röviden a Hetek, országos terjesztésű, napilap struktúrájú, politikai-közéleti hetilap. Németh Sándor, a Hit Gyülekezete vezető lelkésze alapította 1997-ben.
Karakterét alapvetően a hír- és eseményértelmezések, háttér-információk, nagyinterjúk, publicisztikák és prognózisok határozzák meg. A magyar sajtópiacon leginkább a HVG, a Heti Válasz, a 168 Óra, a Magyar Narancs és az Élet és Irodalom tekinthető konkurenciájának. A Hetek témaérzékenysége az elmúlt években számos esetben irányította rá a figyelmet társadalmi és szociológiai problémákra, szolgált közéleti viták alapjául, és inspirálta a magyar média más szereplőit. Rendszeresen szemlézi a nemzetközi és a hazai sajtó. Az olvasó táborát tekintve 30-40 000 fő hetenként (a magyar nagypolitika szereplői, valamint a vezető értelmiség jelentős hányada is rendszeres olvasója a lapnak).[forrás?] 15 000 példányban jelenik meg, minden héten péntekenként.[forrás?]

## Impresszum
- Alapító főszerkesztő: Németh Sándor
- Főszerkesztő-helyettes: Hack Péter
- Kiadó: HETEK.HU Kft.
- Ügyvezető igazgató: Benkő Gyula
- Lapszerkesztő: Kulifai Máté
- Rovatvezetők:
- Külföld: dr. Surjányi Dávid
- Belföld: Sebestyén István
- Hit és értékek: Morvay Péter
- Háttér: Surjányi Lehel Zakariás
- Kávészünet: Fodor Enikő
- Olvasószerkesztő: Sugár Ágnes
- Művészeti vezető, címlap: Mező Imre Zsolt
- Tördelőszerkesztő: Lévay Balázs
- Internet: www.hetek.hu

## Hetek Közéleti Klub
A 2009-es év újdonsága volt a Hetek Közéleti Klub elindulása, amelynek 
vendégeit tavasszal a magyar nagypolitika szereplői adták, decemberben 
pedig Elie Wiesel volt a Klub vendége a Hit Parkban megrendezett 
tízezres antifasiszta nagygyűlésen.

## Külső hivatkozások
- Hetek
- Hetek Közéleti Klub